# 阿格达拉

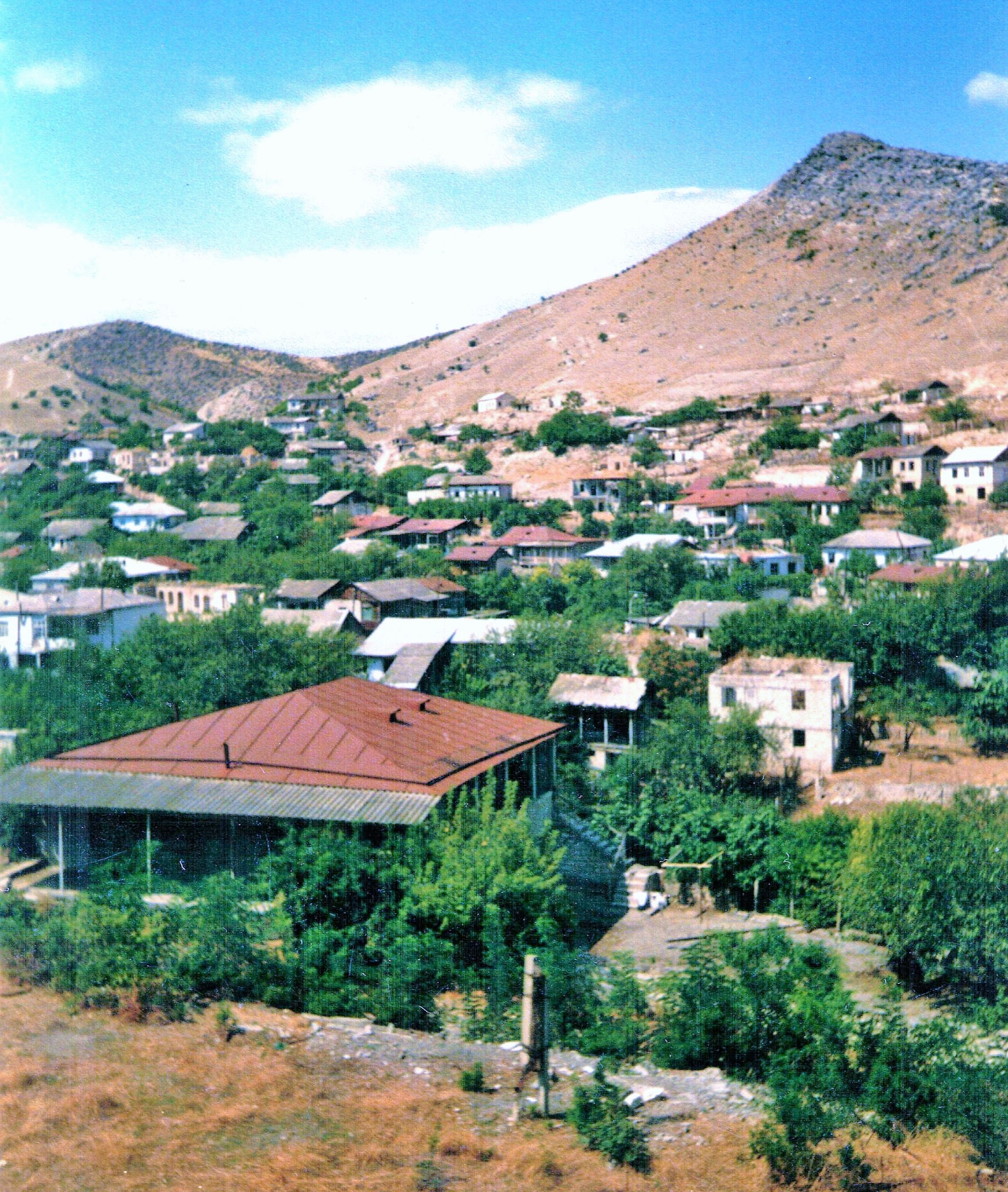
马尔达凯特

阿格達拉，又稱马尔达凯特，是亞塞拜然泰爾泰爾區的城市，2023年前在納戈爾諾-卡拉巴赫戰爭後由亞美尼亞占領，曾是阿尔察赫共和国马尔达凯特区的治所。2020年纳戈尔诺－卡拉巴赫冲突期间双方在当地发生冲突。